# Pacte digital global
El Pacte digital global (Global digital compact) és una iniciativa proposada a l'Agenda Comuna pel secretari general de les Nacions Unides, António Guterres i adoptada al setembre de 2024 a la cimera anomenada del Futur. L'objectiu d'aquest pacte és garantir que les tecnologies digitals s'utilitzen de manera responsable i en benefici de tothom, alhora que s'aborda la bretxa digital i es fomenta un entorn digital segur i inclusiu.
El pacte pretén establir un marc global inclusiu, essencial per a l'acció necessària per superar les divisions digitals, de dades i d'innovació. El pacte detalla principis, objectius i accions per avançar en un futur digital obert, lliure, segur i centrat en l'ésser humà, que estigui ancorat en els drets humans universals i que permeti assolir els Objectius de Desenvolupament Sostenible.
El Pacte digital global forma part del Pacte per al Futur, que es va discutir i adoptar a la Cimera del Futur de l'ONU el setembre de 2024.

## Antecedents i procés
Després de consultes amb més d'un milió de veus d'arreu del món, els estats membres de l'ONU van adoptar una declaració que posava èmfasi en la importància de millorar la cooperació digital. En resposta, l'informe del secretari general, «La nostra agenda comuna», proposa una Cimera del Futur, amb una pista tecnològica que condueix al Pacte Digital Global.
El 17 de gener de 2023, el president de l'Assemblea General de les Nacions Unides va nomenar Rwanda i Suècia com a cofacilitadors per liderar el procés intergovernamental sobre el Pacte Digital Global. El 16 de gener de 2023 es va publicar un full de ruta per al procés.
Com a part del procés consultiu, les Nacions Unides conviden la contribució de persones, grups, associacions, organitzacions i entitats per ajudar a donar forma al Pacte digital global. Les aportacions aportades van ser la base per a les deliberacions del Pacte digital global, que va tenir lloc el 2024 com a part de la Cimera del futur, on es va adoptar.

## Aspectes clau
El Pacte digital global té com a objectiu reunir governs, entitats del sector privat, organitzacions de la societat civil i altres parts interessades per treballar de manera col·laborativa en un conjunt de principis i compromisos compartits. Alguns aspectes clau del Pacte digital global (revisió 3) inclouen els següents objectius i compromisos:
- Tancar les bretxes digitals i accelerar progrés als ODS: Connectivitat universal, assequible i significativa per a totes les persones, incloent-hi escoles i hospitals.
  - Alfabetització digital, habilitats i capacitats: per aprofitar plenament els beneficis de la connexió digital.
  - Fomentar la inversió en béns públics digitals i infraestructures digitals públiques.
- Ampliar la inclusió i els beneficis de l'economia digital per a tothom
- Fomentar un espai digital inclusiu, obert, segur i segur que respecti, protegeixi i promogui els drets humans.
  - Respecte, protecció i promoció dels drets humans en l'entorn digital.
  - Governança d'Internet
    - Promoure una Internet oberta, global, interoperable i fiable, i garantir un entorn digital segur i accessible per a tothom.
    - Donar suport al Fòrum de Governança d'Internet (IGF), amb finançament voluntari i fomentant la participació diversa de totes les parts interessades.
    - Impulsar la cooperació internacional per prevenir i abordar de manera efectiva els riscos de fragmentació d'Internet.
    - Evitar talls d’Internet i restriccions arbitràries, i assegurar que qualsevol limitació al seu accés o a la llibertat d’expressió respecti el dret internacional.

  - Confiança i seguretat digitals: contrarestar i abordar amb urgència totes les formes de violència.
  - Integritat de la informació
- Avançar en la governança de dades responsable, equitativa i interoperable
  - Privacitat i seguretat de les dades
  - Intercanvis de dades i estàndards
  - Dades per al desenvolupament sostenible
  - Fluxes de dades transfronterers
  - Governabilitat interoperable de dades
- Millorar la governança internacional de la intel·ligència artificial en benefici de la humanitat
  - Establir un panell científic internacional sobre IA.
  - Iniciar un diàleg global sobre polítiques d'IA.

## Relació amb altres iniciatives
El Pacte digital global està relacionat amb altres esforços internacionals, com ara els Objectius de Desenvolupament Sostenible (ODS), el Full de Ruta del Secretari General de les Nacions Unides per a la Cooperació Digital i la Coalició Digital Partner2Connect.